# Circuit de Reims-Gueux
Die Rennstrecke Reims-Gueux war von 1926 bis 1966 eine der wichtigsten und bekanntesten Motorsport-Strecken Frankreichs. Sie lag rund sieben Kilometer westlich von Reims zwischen den Gemeinden Thillois, Gueux und Muizon im Département Marne. Die Strecke bestand aus einem Dreieckskurs auf den öffentlichen Straßen D 27, D 26 und RN 31. Auf ihr wurden unter anderem elf Formel-1-WM-Läufe zum Großen Preis des Automobile Club de France ausgetragen, weitere Formel-1- und Formel-2-Läufe, zahlreiche Sportwagenrennen und zwei Läufe zur Motorrad-Weltmeisterschaft.

## Geschichte
Am 2. August 1925 fand auf dem Circuit de Beine-Nauroy, nördlich der späteren Rennstrecke, ein Sportwagenrennen um den Grand Prix de la Marne auf einem etwa 22 km langen Rundkurs auf öffentlichen Straßen statt, das Pierre Clause auf einem Bignan gewann. Am 25. Juli 1926 wurde ein rund 7,826 km langer Dreieckskurs eröffnet, der im Uhrzeigersinn zu befahren war. Initiator und Betreiber war der später zum Automobile Club Ardenne Champagne Argonne umbenannte Automobile Club Ardennais unter Leitung von Raymond „Toto“ Roche. Das erste Rennen (erneut zum Grand Prix de la Marne) gewann an diesem Tag François Lescot auf einem Bugatti. Die Strecke bestand im Wesentlichen aus drei Geraden und drei Haarnadelkurven, eine davon mitten im Ort Gueux zwischen einer Metzgerei und einem Lebensmittelladen. Bis 1937 fanden hier jährlich Rennen zum Marne-Grand-Prix in verschiedenen Rennwagenkategorien statt. Von 1932 bis 1966 gab es (mit Unterbrechungen) 16 Läufe zum Großen Preis von Frankreich (bis auf das Rennen 1949 allerdings offiziell als Grand Prix de l’Automobile Club de France bezeichnet), darunter 1950 der erste französische Lauf der neu gegründeten Automobil-Weltmeisterschaft. Zwischen 1952 und 1969 wurden außerdem Formel-1-, Formel-2-, Sportwagen- und zuletzt auch Formel-3-Rennen um den Grand Prix de Reims gefahren.

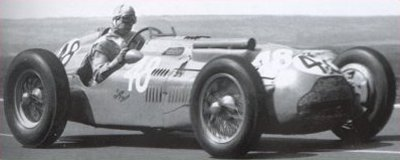
Guy Mairesse 1951 beim Großen Preis von Frankreich.

1946 wurde die Strecke für zwölf Millionen alte französische Francs erstmals renoviert. Dabei mussten vor allem Kriegsschäden beseitigt und Bäume gefällt werden, um die Fahrbahn etwas verbreitern zu können. Der Streckenverlauf änderte sich dadurch nicht. Die erste grundlegende Modifikation fand erst ab 1952 statt: Die Ortsdurchfahrt Guex und die Sektion über die D 26 bis zur Virage de la Garenne fielen weg, stattdessen gab es eine neue Streckenführung: Direkt nach Start und Ziel auf der D 27 bog die Strecke nach rechts ab auf eine neue Sektion Bretelle Sud. 1953 kam ein neugebauter Streckenteil Bretelle Nord mit einer modifizierten Kurve Virage de Muizon hinzu, die wieder auf die Route Nationale 31 (inzwischen Teil der Europastraße 46) führte. Der nun 8,301 km lange Circuit de Compétition bot eine über zwei Kilometer lange Gerade auf der RN 31, was die ohnehin hohen Durchschnittsgeschwindigkeiten weiter erhöhte. Daneben wurde zeitweise ein etwas mehr als sieben Kilometer langer Kurs mit einem Teil der alten Strecke als Circuit Permanent d’Essais für Testfahrten und kleinere Rennveranstaltungen genutzt.

## Die Risiken der Streckencharakteristik
Von Anfang an war der Kurs einer der drei schnellsten in Europa; zusammen mit den ersten Streckenversionen von Spa-Francorchamps und Monza. Charakteristisch für die Rennen in Reims-Gueux waren ausgedehnte Windschattenduelle, gefolgt von Ausbremsmanövern vor den Haarnadelkurven. Hier waren Motorleistung und Todesmut der Fahrer gefordert. Häufig endeten diese Duelle mit schweren Unfällen. Am 30. Juni 1956, dem Tag vor dem Formel-1-Grand-Prix, starb die damals bekannteste Rennfahrerin Frankreichs, Annie Bousquet (in Österreich als Annie Schaffer geboren) beim 12-Stunden-Rennen von Reims, nachdem sie mit ihrem 1,5-Liter-Porsche-Sportwagen von der Strecke abgekommen und aus dem Auto geschleudert worden war. Die Unfallkurve wurde später nach ihr benannt.
Zwei Todesopfer gab es am 14. Juli 1957: Der Brite William Whitehouse starb bei einem Formel-2-Rennen am Steuer seines Cooper-Climax bei der Anfahrt zu Thillois, als sich sein Wagen nach einem Reifenschaden überschlug und in Flammen aufging. Der US-Rennfahrer Herbert MacKay-Fraser verunglückte mit seinem Formel-2-Lotus bei einem Rennen zum Coupe de Vitesse Junior tödlich. Beim Formel-1-Rennen am 6. Juli 1958 starb der italienische Rennfahrer Luigi Musso nach einem Hochgeschwindigkeitszweikampf mit seinem Ferrari-Teamkollegen und dem späteren Rennsieger Mike Hawthorn. Am 7. Februar 1959 wurde der bekannte französische Formel-2-Meister und Rallye-Fahrer Claude Storez bei einer Sonderprüfung der Rallye des Routes du Nord auf dem Circuit de Reims-Gueux tödlich verletzt. Am 2. Juli 1962 starb der amerikanisch-kanadische Rennfahrer Peter Ryan mit seinem Formel-2-Lotus beim Coupe de Vitesse Junior, nachdem er in Führung liegend mit einem Konkurrenten kollidiert war.

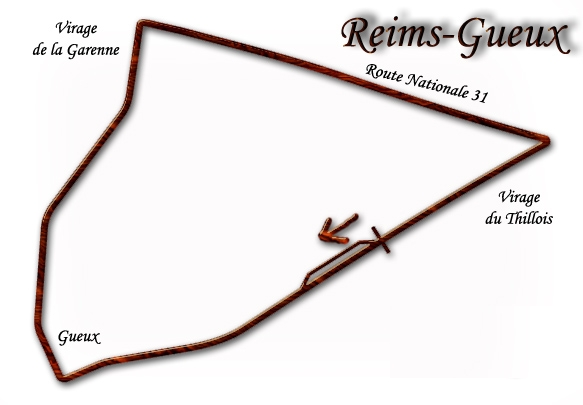
Der ursprüngliche Kurs zwischen 1926 und 1952
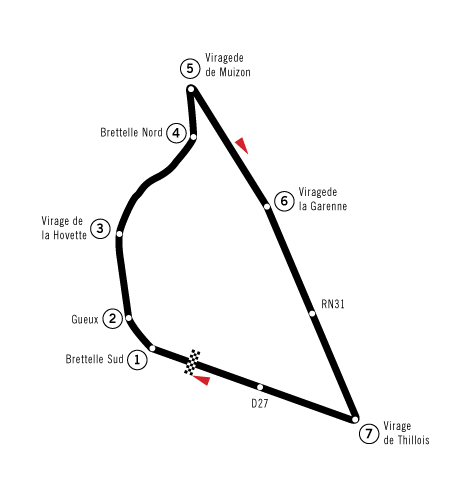
Die ab 1953 verwendete Streckenführung des 8,3 km langen Circuit de Compétition

## Motorradrennen
Jeweils im Mai 1954 und 1955 fand in Reims-Gueux der Große Preis von Frankreich zur Motorrad-Weltmeisterschaft in verschiedenen Hubraumklassen statt.
Das erste 12-Stunden-Rennen für Motorräder gab es 1926; 1932 und 1939 wurde der Grand-Prix de l’U.M.F (damals noch ohne Weltmeisterschaftsstatus) mit internationaler Beteiligung gefahren, 1970 bis 1972 gab es nationale Rennen um verschiedene Trophäen.

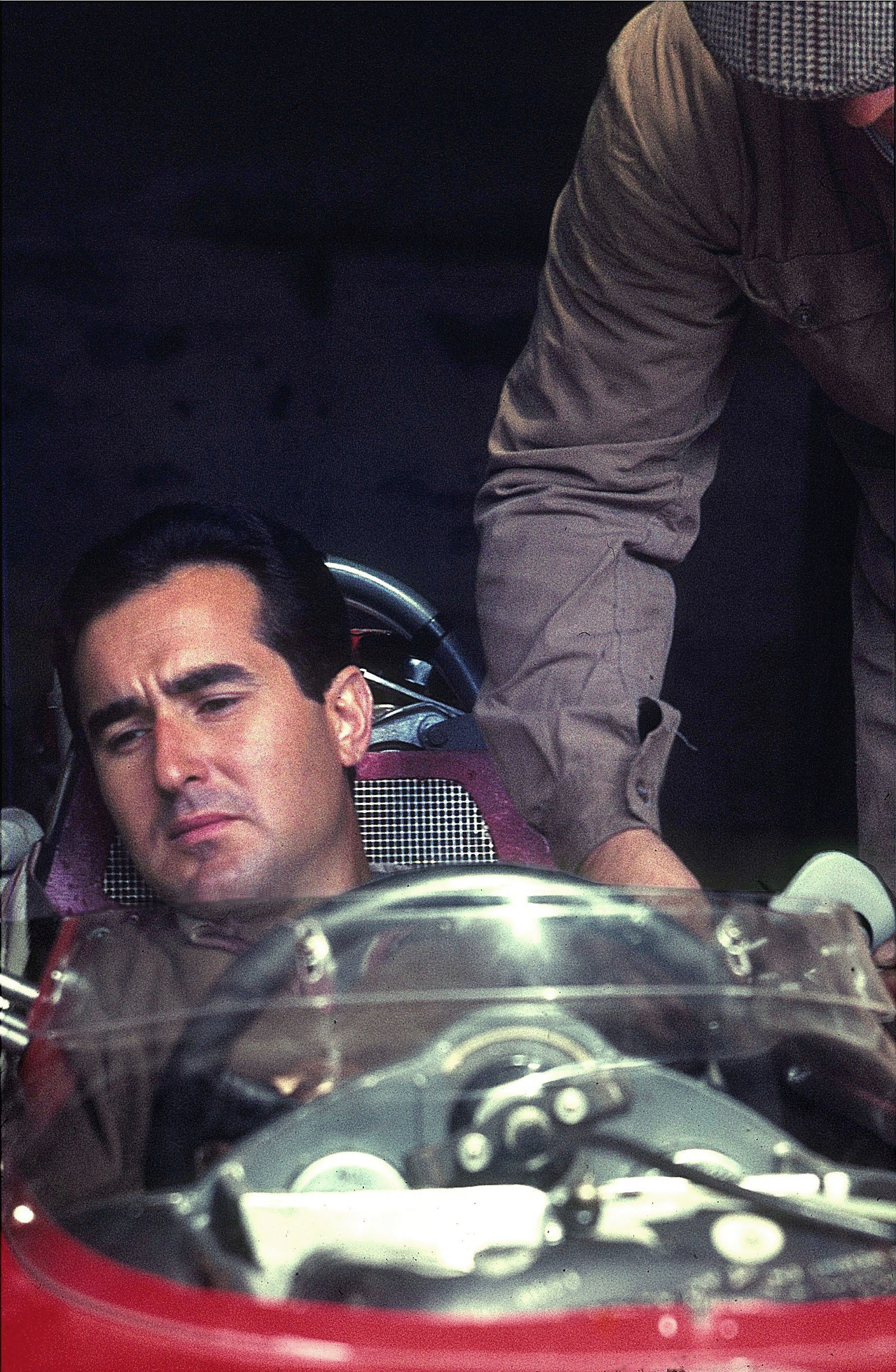
Der Italiener Lorenzo Bandini fuhr 1966 die schnellste Trainingsrunde der Formel 1

## Die Rekorde
Beim Formel-1-Grand-Prix 1954 schaffte der spätere Sieger des Rennens, Juan Manuel Fangio, beim Debüt des neuen Stromlinien-Mercedes-Benz W196 während der Trainingsläufe eine Premiere: Erstmals in der Formel 1 wurde in einer Runde eine Durchschnittsgeschwindigkeit von knapp über 200 km/h erreicht. Der Rennorganisator und Präsident des Automobilclubs der Champagne, Raymond „Toto“ Roche, belohnte das Überschreiten dieser „Schallmauer“ mit 50 Flaschen des typischen Getränks der Region, Champagner. Fangio gewann in dieser Saison auch die Weltmeisterschaft und die Mercedes-Rennwagen erhielten wie in den 1930er Jahren wieder den Beinamen Silberpfeil. Die erste Rennrunde mit mehr als 200 km/h Durchschnittsgeschwindigkeit (204,980 km/h) gab es beim Grand Prix 1956; wieder gefahren von Fangio, diesmal jedoch auf einem Ferrari. Beim letzten Formel-1-Grand-Prix in Reims-Gueux 1966 erzielte Lorenzo Bandini im Training einen Schnitt von über 230 km/h (Rundenzeit 2:07,8 min); beim letzten internationalen Rennen 1969 schaffte François Cevert im Formel-2-Tecno-Ford einen Renndurchschnitt von über 218 km/h.
Der offizielle Rundenrekord (hier zählen nur Rennrunden) liegt bei 2:10,5 min (Schnitt 229,013 km/h); gefahren von Paul Hawkins bei den „12 Stunden von Reims“ am 25. Juni 1967 auf einem Lola-Chevrolet. Damit war der Kurs neben dem italienischen Monza auch nach über vier Jahrzehnten der schnellste in Europa.

## Das Ende des Kurses
Die hohen Geschwindigkeiten in Reims-Gueux und die zunehmend von den Fahrern verlangten umfangreichen Sicherheitseinrichtungen hätten erhebliche Umbauten und Investitionen erfordert. Diese wären aber bei einer nicht permanenten Rennstrecke kaum refinanzierbar gewesen. Der Betreiber Automobile Club de Champagne konnte dieses Risiko nicht alleine tragen und finanzielle Hilfen der öffentlichen Hand waren politisch nicht durchzusetzen. Ab 1970 wurde die Strecke deshalb nicht mehr für Autorennen genutzt. Am 11. Juni 1972 fanden als letzte Veranstaltung nationale Motorradrennen statt, die 3. Trophées Motocyclistes de Champagne. Danach wurde der Kurs offiziell geschlossen.
Moderne „Retorten“-Rennstrecken wie der 1970 eröffnete Circuit Paul Ricard hatten den alten Straßenkursen mehr und mehr den Rang abgelaufen. Diese permanenten Strecken konnten voll auf die Bedürfnisse des Motorsports eingerichtet werden; es musste keine Rücksicht auf die Erfordernisse des öffentlichen Straßenverkehrs genommen und nur wenig auf die Belange des Natur- und Landschaftsschutzes geachtet werden. Diese neuen Anlagen lösten allmählich die Straßenkurse ab, die mit schmalen Fahrbahnen und fehlenden Auslaufzonen für die immer schneller werdenden Rennwagen zunehmend gefährlicher wurden. Außerdem sind die Reibwerte des bei öffentlichen Straßen verwendeten Asphalts in der Regel geringer als bei reinen Motorsport-Rennstrecken, die mit speziellen Mischungen und meist sehr griffigen Oberflächen gebaut werden. Weitere Risikofaktoren bei nicht permanenten Kursen sind Flüssigkeitsreste vom Straßenverkehr (Öl- oder Kühlwasserspuren) und die vor allem bei Nässe sehr rutschigen Straßenmarkierungen.

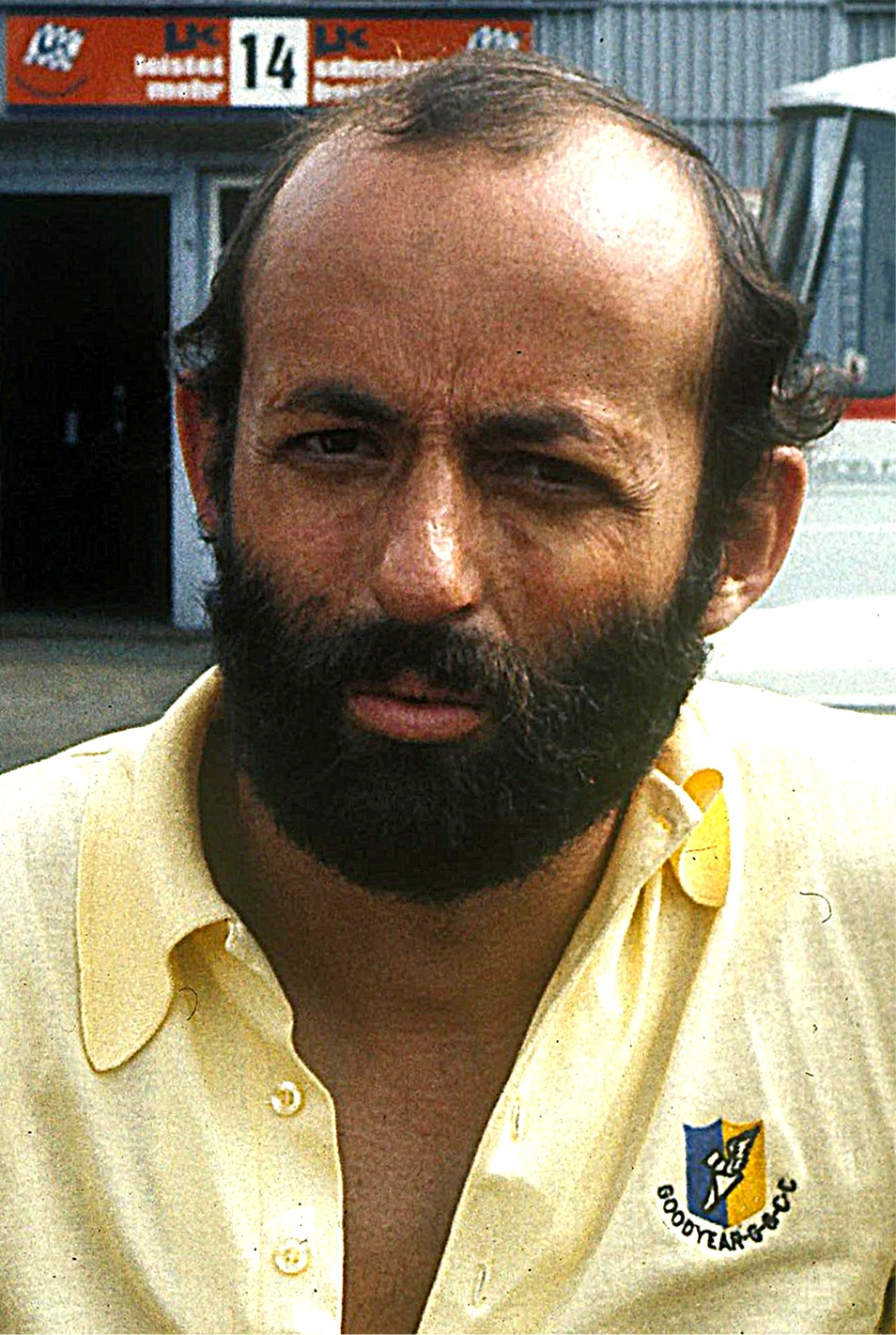
Henri Pescarolo entwarf die Streckenführung für eine geplante Neuauflage des Circuit de Reims-Gueux

## Aktuelle Entwicklung

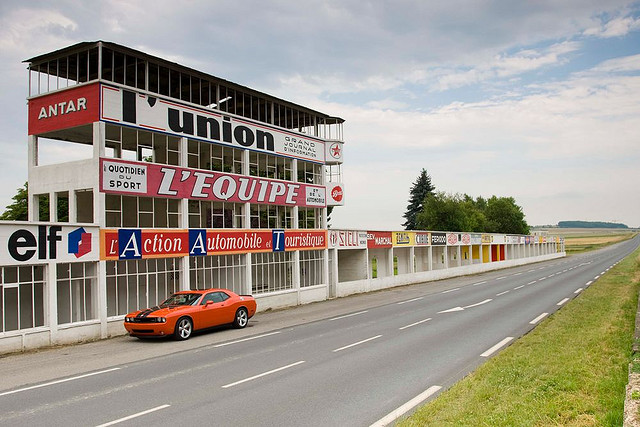
Die noch vorhandenen Boxenanlage heute.

Teile der Boxenanlagen, Tribünen und Anzeigetafeln sind weiterhin – in verschiedenen Stadien des Verfalls – vom öffentlichen und deshalb problemlos nachzufahrenden Straßenverlauf der ehemaligen Rennstrecke aus zu sehen. Ein Verein namens Amis du Circuit de Gueux versucht derzeit, einige dieser historischen Zeitzeugen zu erhalten oder zu restaurieren; im Juli 2005 gab es erstmals eine teilweise „Wiederbelebung“ der Strecke auf der frisch renovierten RN 31 für eine Veranstaltung mit historischen Rennwagen. Ende 2005 wurden Pläne von Jacques Jacquet (dem Besitzer der Teststrecke von Folembray bei Soissons) bekannt, 2008 nach einem Entwurf von Henri Pescarolo einen neuen, permanenten Kurs auf den Feldern hinter den 1960 errichteten Tribünen und Boxenanlagen zu bauen. Die alten Anlagen könnten so zum Teil wieder benutzt werden. Eine entsprechende Vereinbarung zwischen der Gemeinde Gueux und Jacquet wurde bereits unterzeichnet. Offenbar stehen diese Pläne aber vor dem Scheitern, weil sich ein Grundstücksbesitzer weigert, sein Land zu verkaufen. Im Juli 2006 fand in der Region ein Treffen klassischer Sportwagen mit einem 12-Stunden-„Rennen“ statt, das allerdings nur mit einem Schnitt von 50 km/h gefahren werden durfte. Im September 2007 wurde nach einigen Umbau- und Renovierungsarbeiten auf dem Gelände des alten Kurses das erste WeekEnd de l’Excellence Automobile de Reims veranstaltet, ein Treffen von historischen Rennfahrzeugen mit einer Ausstellung und Demonstrationsfahrten.
Die erhaltenen Bauwerke der Rennstrecke wurden 2009 als Monument historique geschützt.

## Statistik

### Sieger der Formel-1-WM-Rennen in Reims-Gueux
| Nr. | Jahr | Fahrer                             | Konstrukteur | Motor      | Reifen | Zeit          | Streckenlänge | Runden | Ø-Tempo      | Datum    | GP von     |
| --- | ---- | ---------------------------------- | ------------ | ---------- | ------ | ------------- | ------------- | ------ | ------------ | -------- | ---------- |
| 1   | 1950 | Juan Manuel Fangio                 | Alfa Romeo   | Alfa Romeo | P      | 2:57:52,800 h | 7,815 km      | 64     | 168,707 km/h | 2. Juli  | Frankreich |
| 2   | 1951 | Luigi Fagioli / Juan Manuel Fangio | Alfa Romeo   | Alfa Romeo | P      | 3:22:11,000 h | 7,816 km      | 77     | 178,600 km/h | 1. Juli  | Frankreich |
|     |      |                                    |              |            |        |               |               |        |              |          | Frankreich |
| 3   | 1953 | Mike Hawthorn                      | Ferrari      | Ferrari    | P      | 2:44:18,600 h | 8,347 km      | 60     | 182,881 km/h | 5. Juli  | Frankreich |
| 4   | 1954 | Juan Manuel Fangio                 | Mercedes     | Mercedes   | C      | 2:42:47,900 h | 8,302 km      | 61     | 186,644 km/h | 4. Juli  | Frankreich |
|     |      |                                    |              |            |        |               |               |        |              |          | Frankreich |
| 5   | 1956 | Peter Collins                      | Ferrari      | Ferrari    | E      | 2:34:23,400 h | 8,302 km      | 61     | 196,809 km/h | 1. Juli  | Frankreich |
|     |      |                                    |              |            |        |               |               |        |              |          | Frankreich |
| 6   | 1958 | Mike Hawthorn                      | Ferrari      | Ferrari    | E      | 2:03:21,300 h | 8,302 km      | 50     | 201,905 km/h | 6. Juli  | Frankreich |
| 7   | 1959 | Tony Brooks                        | Ferrari      | Ferrari    | D      | 2:01:26,500 h | 8,302 km      | 50     | 205,086 km/h | 5. Juli  | Frankreich |
| 8   | 1960 | Jack Brabham                       | Cooper       | Climax     | D      | 1:57:24,900 h | 8,302 km      | 50     | 212,119 km/h | 3. Juli  | Frankreich |
| 9   | 1961 | Giancarlo Baghetti                 | Ferrari      | Ferrari    | D      | 2:14:17,500 h | 8,302 km      | 52     | 192,880 km/h | 2. Juli  | Frankreich |
|     |      |                                    |              |            |        |               |               |        |              |          | Frankreich |
| 10  | 1963 | Jim Clark                          | Lotus        | Climax     | D      | 2:10:54,300 h | 8,302 km      | 53     | 201,676 km/h | 30. Juni | Frankreich |
|     |      |                                    |              |            |        |               |               |        |              |          | Frankreich |
| 11  | 1966 | Jack Brabham                       | Brabham      | Repco      | G      | 1:48:31,300 h | 8,302 km      | 48     | 220,322 km/h | 3. Juli  | Frankreich |

Rekordsieger
Fahrer: Juan Manuel Fangio (3) • Fahrernationen: Großbritannien (5) • Konstrukteure: Ferrari (5) • Motorenhersteller: Ferrari (5) • Reifenhersteller: Dunlop (4)